# Belucistan
Belucistan sau Baluchistan este o regiune naturală muntoasă în sud-vestul Asiei: estul Iranului și sud-vestul Pakistanului  (în care constituie o provincie cu același nume – provincia Belucistan) cu o  suprafață de circa 350 mii km2 și o populație de circa 2,8 milioane locuitori. Relieful este muntos: în nord-est Munții Suleiman, în sud-est Kirthar, iar în sud Makran. În nord-vestul regiunii se află mlaștinile și deșertul Hamun-i-Mashkel. Principalele râuri sunt Dasht și Hingol. Orașele principale: Quetta (în Pakistan) și Iranshahr (în Iran). În văi și oaze se cultivă legume, bumbac, smochin.  Regiunea este populată în principal de poporul iranian numit baluci.